# Огнеопашато остроклюно колибри
Огнеопашатото остроклюно колибри (Avocettula recurvirostris) е вид птица от семейство Колиброви (Trochilidae), единствен представител на род Avocettula.

## Разпространение и местообитание
Разпространен е в Бразилия, Венецуела, Гвиана, Еквадор, Суринам и Френска Гвиана.